# Mariah Carey (álbum)
Mariah Carey é o álbum de estreia auto-intitulado da cantora e compositora norte-americana Mariah Carey, lançado a 12 de Junho de 1990 sob distribuição da editora discográfica Columbia Records. O álbum contém uma variedade de géneros contemporâneos, e as canções são uma mistura de baladas e dance music. Originalmente, Carey havia composto quatro músicas com Ben Margulies, exclusivamente para a sua fita demo. Embora alteradas e parcialmente ré-cantadas, após ter assinado com a Columbia, todas as quatro músicas foram passaram para a edição final das faixas do álbum. Além de Margulies, a cantora trabalhou com uma variedade de compositores e produtores profissionais, que foram contratados pelo CEO da editora, Tommy Mottola. O disco apresenta a produção e composição de Rhett Lawrence, Ric Wake e Michael Walden Narada, todos eles produtores de álbuns de sucesso na época. Juntamente com Carey, eles conceberam o álbum e reconstruíram sua fita demo original.
Após o seu lançamento, o álbum recebeu opiniões positivas dos críticos especialistas em música contemporânea, que elogiaram a voz e a técnica da artista, bem como o conteúdo lírico do disco. Além disso, Mariah Carey tornou-se um enorme sucesso comercial. Embora as vendas iniciais tenham sido lentas, o álbum alcançou o topo da tabela musical Billboard 200 nos EUA após a intérprete fazer uma apresentação ao vivo na cerimónia dos Grammy Awards, permanecendo no topo da tabela por onze semanas consecutivas. Mariah Carey recebeu o certificado de disco de platina por nove vezes pela Recording Industry Association of America (RIAA), registando mais de nove milhões de cópias vendidas apenas nos Estados Unidos. O álbum teve um sucesso similar no Canadá, onde liderou as tabelas e recebeu o certificado de disco de platina por sete vezes. As vendas foram, em geral, bastante favoráveis no resto do mundo, conseguindo posicionar-se entre os dez mais vendidos na Austrália, Nova Zelândia, Noruega, Suécia e Reino Unido. Mundialmente, o disco já vendeu mais de 25 milhões de cópias.
Cinco singles foram lançados do álbum, quatro dos quais alcançaram o número um na tabela musical norte-americana Billboard Hot 100. "Vision of Love" foi escolhida como a primeira canção comercial, alcançando o topo das tabelas de países como Canadá, Nova Zelândia e Brasil. A canção foi grandemente aclamada pela crítica, e foi considerada como um dos singles de estreia mais fortes de qualquer cantora já antes ouvida. É creditado como a inspiração do uso da técnica melisma durante a década de 1990, bem como por muitos outros cantores. A segunda canção a ser divulgada foi "Love Takes Time", que também recebeu opiniões positivas e teve um desempenho comercial semelhante ao do antecessor. Tendo as duas últimas faixas escolhidas para promoção, "Someday" e "I Don't Wanna Cry", atingindo o primeiro posto nos Estados Unidos, Carey tornou-se a primeira artista desde a banda The Jackson 5 a ter seus quatro singles na primeira colocação da Hot 100.

## Antecedentes e concepção

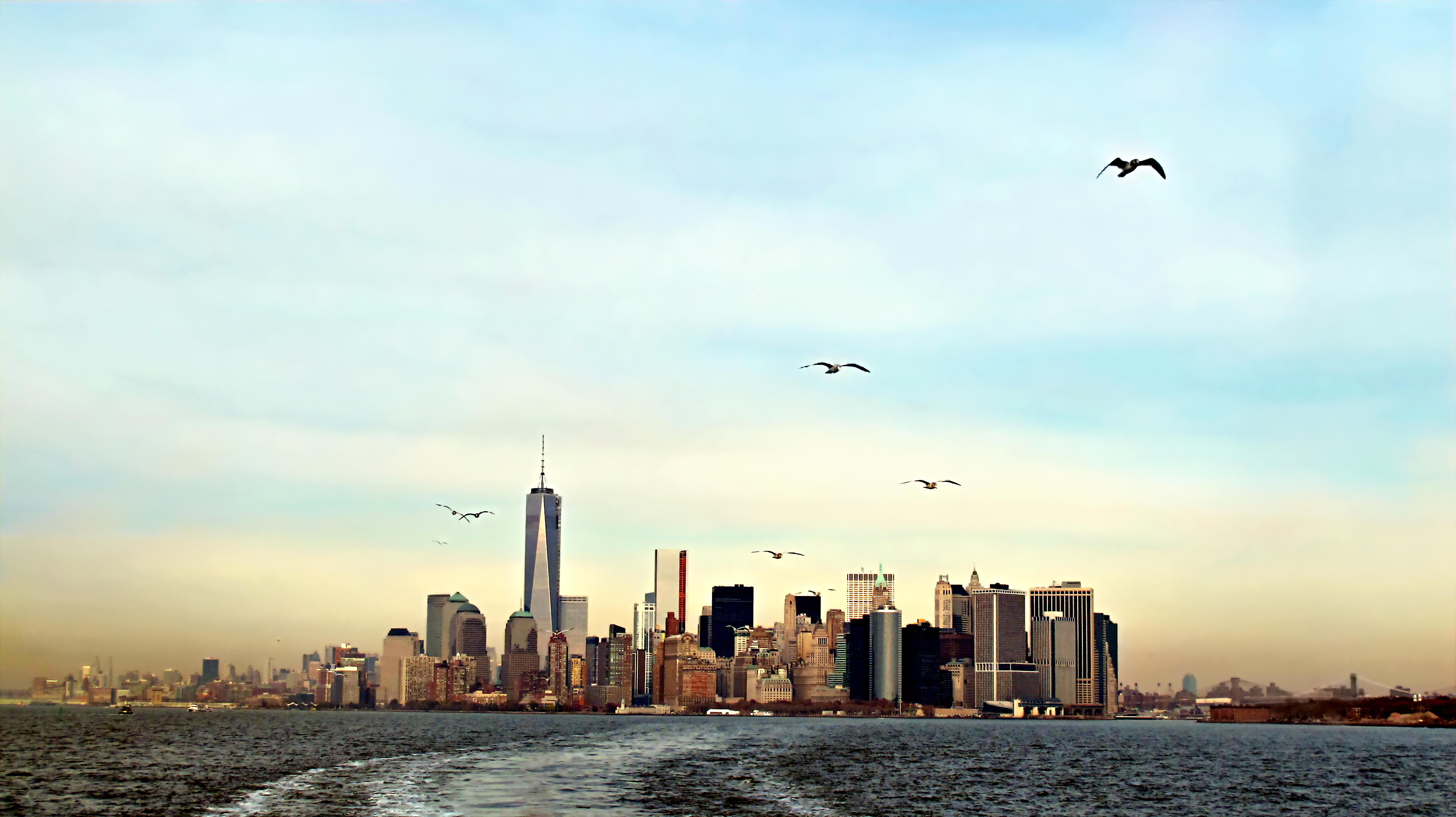
Com apenas 18 anos de idade, Carey saiu da casa da sua mãe e mudou-se para um apartamento no bairro nova-iorquino de Manhattan à procura de uma oportunidade de suceder como cantora.

Em 1988, Mariah Carey, com apenas 18 anos de idade, saiu da casa de sua mãe em Long Island, Nova Iorque, e foi morar em um pequeno apartamento no bairro de Manhattan. Ela tinha uma fita demo com quatro músicas, que havia composto juntamente com Ben Margulies durante os seus anos de secundária. Ao longo de 1988, a cantora, ainda sem um contrato de gravação, ela esforçou-se para conseguir chamar a atenção dos executivos de editoras discográficas em Nova Iorque. Enquanto trabalhava em vários empregos, a jovem continuou a escrever e produzir música com Margulies, fazendo alterações e adições à demo. Depois de meses de dificuldades, encontrou-se com a cantora norte-americana Brenda K. Starr, e logo começou a cantar como vocalista de apoio para ela. Eventualmente, Starr começou a ouvir o seu material, descrevendo a voz de Carey como "brilhante" durante as sessões, e notou a sua "talentosa voz". Ela percebeu que Carey era capaz de alcançar o sucesso, mas só precisava de ajuda para romper o circuito comercial da música.
| “ | Eu realmente não queria fazer aquilo, mas eu disse: 'isso deve ser melhor do que eu estou a fazer agora'. Então eu fui para a audição, e Brenda era uma ótima pessoa. | ” |
|   | — Carey, falando sobre ser vocalista de apoio de Starr.. |   |

Certa noite, Starr levou-a para uma festa de gala da indústria fonográfica, tentando convencer um executivo de uma editora a ouvir a sua fita demo. Jerry L. Greenberg, presidente da Atlantic Records tomou conhecimento disto. Quando Carey foi entregar a fita a Greenberg, Tommy Mottola rapidamente arrancou-a da sua mão, insistindo que iria "lidar com o projecto". Quando Mottola entrou em sua limusina mais tarde naquela noite, escutou a fita e rapidamente percebeu o talento que tinha acabado de descobrir. Então, rapidamente voltou para o evento; no entanto, Carey já havia deixado a festa.
| “ | Neste momento em particular, ela é a minha prioridade número um. Nós não olhamos para ela como uma artista dance-pop. Nós olhamos para ela como um privilégio. | ” |
|   | — Don Ienner, presidente da Columbia Records, em seus planos para trabalhar com Carey..                                                                        |   |

Após uma semana de procura, graças a ajuda de Starr, Mottola entrou em contacto com Carey e levou-a para a Columbia Records. Após o encontro com a cantora e a sua mãe Patricia Carey pela primeira vez, Mottola disse: "Quando eu ouvi e vi Mariah, não tive absolutamente nenhuma dúvida de que ela estava em todos os sentidos destinada ao super-estrelato." Depois de algumas reuniões breves, a artista finalmente assinou contrato com a Columbia em Dezembro de 1988.
Mottola tinha assumido o maior cargo da Sony Music, cuja subsidiária é a Columbia, e começou a dirigir a empresa e fazer várias mudanças. Ele sentiu que seria muito importante para o sucesso da editora descobrir uma vocalista jovem e muito talentosa, para rivalizar com Whitney Houston da Arista Records, ou uma estrela pop para combinar com Madonna, que assinara com a Sire Records na época. Ele sentiu que Carey representava os dois tipos. A sua confiança nela levou o produtor a contratar uma variedade de compositores talentosos e bem conhecidos para auxiliar na produção do álbum e também para criar novos materiais. Entre eles estavam Ric Wake, Narada Michael Walden e Rhett Lawrence.

## Gravação e composição
Carey e Ben Margulies começaram a escrever músicas antes dela assinar com a Columbia, e compuseram mais de quatorze canções, qual sete destas ganharam um lugar no álbum. Originalmente, a cantora e o produtor planejaram produzir o álbum inteiro, sendo esta, uma ideia que a Columbia não permitiu. Sobre o álbum, Carey trabalhou com uma variedade de produtores e escritores, inclusive Ben Margulies, Lawrence Rhett, Michael Walden Narada, Ric Wake e Walter Afanasieff; sendo o último continuando a trabalhar intensamente com ela em projetos futuros.

"A voz mais incrível que você já ouviu. Eu literalmente tenho arrepios em meus braços depois de ouvi-la cantar. Eu não pude acreditar no poder e na maturidade em sua voz."

—Lawrence, ao ouvir a voz de Carey pela primeira vez.
Quando a produção do álbum começou, a cantora trabalhou com Walden, em Nova York, onde produziu "I Don't Wanna Cry". Ele descrevendo-a como "muito tímida", mas profissional para alguém de sua idade. Além disso, ela escreveu "There's Got to Be a Way" durante sua primeira sessão de gravação com Wake. Durante a sessão, ambos escreveram quatro músicas, mas só produziram a última canção para o álbum. Depois de voar para Nova York e trabalhar com Carey, Walden foi surpreendido com sua voz. Juntos, eles trabalharam para transformar muitas das canções da fita demo em gravações mais comerciais, que aconteceram nos Tarpan Studios, em São Rafael, Califórnia. Durante seu trabalho com Lawrence, a cantora viajou para Nova York mais uma vez. No estúdio, ela lhe presenteou com a versão demo de "Vision of Love", que ela tinha escrito alguns anos antes com Margulies. Lawrence viu um "potencial" na canção, mas ele não pensava muito nisso em seus estágios iniciais. Ele descreveu o som da música como uma "espécie de mistura dos anos cinquenta". De acordo com Lawrence, Carey precisava de um som mais contemporâneo, sendo que então se encontraram no estúdio com Margulies e o produtor Chris Toland. Eles acrescentaram um novo arranjo original para a progressão de acordes, enquanto a artista mudou a melodia da canção e a chave. Depois, Margulies acrescentou leves notas de tambor para o arranjo, incluindo a guitarra adicional e notas de baixo.

"Eu estava fazendo o meu maior registro... o que aconteceu foi no final do mesmo, quando eu consegui girar esses vocais. Quando eu estava fazendo isso, a minha voz ficou dividida e entrou em harmonia. Se você ouvir bem, ela se divide. Fiquei dizendo: 'tirem isso', mas todo mundo estava dizendo: 'de jeito nenhum, vamos deixar assim'."

—Carey, sobre as notas altas que ela atingiu ao experimentar sua voz no estúdio.
Quando ela trabalhou com Walden em "I Don't Wanna Cry", eles trabalharam em várias outras canções. Juntos, eles decidiram "abrandar o ritmo" e criar "um tipo de choro de balada", que de acordo com ele, contou com uma inspiração direta do gênero gospel. Após o fim da canção, Lawrence notou o quanto perfeccionista Carey era. Ele disse que depois de terminar a canção, ela voltou para o estúdio na semana seguinte somente para corrigir "uma linha" que a incomodava. Das quatro canções originais que ela deu para Mottola, "Someday" tornou-se a favorita de Wake desde o início, "Eu amei essa canção desde o início... Então Mariah me chamou um dia e disse 'eu adoraria fazê-la se você quiser fazê-la.' Foi ótimo, estou feliz por ela ter me chamado." Durante a sua gravação, Carey revelou como a música entrou em existência. Ela estava trabalhando na fita demo com Margulies em seu estúdio. Enquanto ele começou a tocar notas diferentes no teclado elétrico, Carey dirigiu sobre as mudanças de acordes, fornecendo o refrão, letra e melodia. Carey falou sobre um incidente que ocorreu enquanto estava no estúdio gravando "All in Your Mind". Ela estava cantando seus registos mais agudos, sua voz "fez um tipo de cambalhota". Enquanto ela pensava para tirar a musica do álbum, despertou Walden, que ficou muito impressionado com o vocal cambalhota, alegando que caberia perfeitamente no álbum.

## Crítica profissional
| Críticas profissionais | Críticas profissionais |
| Avaliações da crítica  | Avaliações da crítica  |
| Fonte                  | Avaliação              |
| ---------------------- | ---------------------- |
| About.com              | 3.5 de 5 estrelas.     |
| Allmusic               | [ 12 ]                 |
| Billboard              | (Positiva)             |
| Q                      | 4 de 5 estrelas.       |
| Robert Christgau       | (C)                    |
| Rolling Stone          | (positiva)             |

O álbum recebeu opiniões positivas dos críticos de música. Bill Lamb do About.com elogiou as escalas de cinco oitavas vocais de Carey, chamando-as de "um tratamento novo para a música pop." Além disso, ele elegeu "Vision of Love" como uma das melhores músicas dela, apesar de descrever algumas músicas como fracas, sentiu que Mariah Carey foi "um álbum de estreia poderoso". Finalizando sua crítica para o disco, Lamb escreveu: "é simplesmente uma das estreias mais impressionantes de uma artista pop." Ashley S. Battel da Allmusic chamou o álbum de "extremamente impressionante" e descreveu as canções como "baladas com suave sonoridade e [faixas] dance/R&B edificantes." Battel concluiu sua revisão: "com esta coleção de canções que agem como um 'trampolim' de sucessos futuros, Carey estabelece um padrão forte de comparação para os artistas que exploram outros gêneros." Muitos críticos expressaram que Mariah Carey foi uma das estreias mais impressionantes do ano, elogiando suas músicas, letras, a voz de Carey e as composições.
Billboard deu ao álbum um comentário muito positivo chamando-o de "estreia impressionante", e escrevendo: "de maneira convincente, Carey aproveita muitas oportunidades para mostrar seu alcance vocal incrível em faixas memoráveis como a popular 'Vision of Love'". Rolling Stone deu ao álbum um elogio, dizendo que "Carey estreou com um álbum dance-pop inspirado por baladas de R&B, com cada composição co-creditada por Carey e cada uma oferecendo uma oportunidade para revelar sua ampla variedade vocal." O crítico americano Robert Christgau deu á obra uma revisão mista, escrevendo: "Ela irrita demais com sua política [de ser] corajosa, atacante, jovem e idealista sobre 'guerra, miséria e tristeza': 'Não poderíamos aceitar uns aos outros/Não podemos nos tornar conscientes." Em outras partes ela se gruda no que ela não sabe - o amor." Ao rever o álbum de forma positiva, Bill Lamb expressa como algumas das faixas do álbum foram notavelmente fracas, escrevendo: "algumas canções fracas derrubam o álbum por um todo". Outra preocupação de Lamb era o álbum "com poucas faixas ritmadas e baladas", que ele sentiu que provocou ao disco uma perda de sua autenticidade.
Mariah Carey foi nomeado para o Grammy Award de 1991 para "Álbum do Ano", enquanto o "Vision of Love" recebeu indicações nas categorias de "Canção do Ano", "Gravação do Ano" e "Melhor Performance Pop Vocal Feminino". Carey ganhou o prêmio de "Melhor Performance Pop Vocal Feminina" e também recebeu o prêmio de "Melhor Novo Artista".

## Promoção e divulgação
Além da comercialização pesada e campanha promocional realizada pela Sony Music, Carey se apresentou em vários programas de televisão e cerimônias de premiação, nos Estados Uidos e em toda a Europa. Primeira aparição na televisão foi em 1990, no Playoffs da NBA, onde ela cantou "America the Beautiful". Logo depois, ela cantou "Vision of Love" consecutivamente nos programas The Show Arsenio Hall e The Tonight Show with Jay Leno. Em setembro de 1990, Carey apareceu no Good Morning America, onde ela interpretou uma versão acapella de "Vision of Love", ao lado do Billy T. Scott Ensemble. "Vision of Love" foi realizada várias vezes na televisão americana, tais como na premiação Grammy Awards 1991 e no talk show The Oprah Winfrey Show, também em programas europeus, como The Veronica Countdown (Holanda) e no Wogan Show (Reino Unido). Carey realizou "Vision of Love" na maioria da suas turnês, até a Angels Advocate Tour em 2010, onde permaneceu ausente do repertório.
A promoção para o álbum de Carey continuou com acompanhamento dos singles. "Love Takes Time" foi realizada no The Arsenio Hall Show e no "The Tattoo Club". O terceiro single da cantora, "Someday", foi realizado em 1991 na premiação American Music Awards, que ajudou a alcançar o número um nos Estados Unidos. A quarta canção promocional, "I Don't Wanna Cry", alcançou o topo do Hot 100 sem qualquer promoção imediata, com Carey realizando-a apenas na Music Box Tour, em 1993. Com o fim da promoção de Mariah Carey, a Sony lançou um quinto single, "There's Got to Be a Way" no Reino Unido. A maioria dos singles do álbum foram cantados ao vivo por toda a pequena turnê de Carey, Music Box. Tanto "Vision of Love" e "I Don't Wanna Cry" foram realizadas na turnê Daydream World Tour (1996).

### Singles
"Vision of Love" foi o primeiro single lançado do álbum e se tornou uma das canções mais populares e elogiadas pela crítica da carreira de Carey. Além disso, é creditada por trazer o uso de melisma para a década de 1990 e por inspirar vários futuros talentos. "Vision of Love" foi indicada a três Grammy Awards em 1991: "Melhor Performance Vocal Pop Feminina" (qual ganhou), "Gravação do Ano" e "Canção do Ano". A canção recebeu o Soul Train Music Awards de "Melhor Single Feminino de R&B/Soul" e um prêmio de "Compositora Pop", pela Broadcast Music Incorporated (BMI). Nos Estados Unidos, ficou no número um da Billboard Hot 100, durante a semana de 2 de agosto de 1990, permanecendo no topo do gráfico por quatro semanas consecutivas. "Vision of Love" chegou ao topo das paradas do Canadá e da Nova Zelândia, e conseguiu de destacar entre as dez mais vendidas na Austrália, Irlanda, Países Baixos e Reino Unido. Além de seu sucesso nas paradas, a canção foi elogiada por críticos de música. Em uma revisão retrospectiva no álbum em 2005, Entertainment Weekly chamou a canção "inspirada" e elogiou o uso do whistle register na música. Além disso, a Rolling Stone disse que "as cordas vibratórias de notas que decoram canções como 'Vision of Love ", inspirou a escola vocal do American Idol, para melhor ou para pior, e praticamente todos as outras cantoras de R&B desde os anos noventa." Bill Lamb do About.com, disse que "'Vision of Love" é um dos as melhores músicas que Mariah gravou na sua carreira [...] é simplesmente um dos mais belos lançamentos de um artista pop."
"Love Takes Time" serviu como segundo single do álbum. A canção se tornou a segunda a ir para o topo da parada de singles nos Estados Unidos, e o terceiro topo de Carey na parada musical do Canadá. Enquanto vinha alcançando um forte sucesso em seu país, "Love Takes Time" conseguiu entrar apenas nos dez mais da Nova Zelândia e ficou fora das vinte mais exitosas da Alemanha, Holanda e Reino Unido. "Someday", terceiro single, seguiu um padrão semelhante de "Love Takes Time", topo nas paradas do Estados Unidos e nas do Canadá. Na Austrália, ficou fora das quarenta primeiras, mas conseguiu entrar no número 38 na França e no Reino Unido. "I Dont Wanna Cry", último single do álbum nos Estados Unidos também chegou ao topo das paradas. A canção se tornou o quarto single de Carey no topo das paradas americanas, terminando no número 25 no gráfico de fim de ano. Além do pico de número dois no Canadá, alcançou o número 49 na Austrália. Carey se tornou a primeira artista a ter suas cinco primeiros canções no topo do Hot 100, dos quais quatro pertenciam ao Mariah Carey. Um quinto single "There's Got to Be a Way", foi lançado no Reino Unido, e alcançou o número 54.

## Alinhamento das faixas
Todas as faixas foram escritas por Mariah Carey e Ben Margulies, exceto onde indicado.
| Edição padrão  |                           |                |                                      |         |  |
| N.º            | Título                    | Compositor(es) | Produtor(es)                         | Duração |  |
| 1.             | "Vision of Love"          |                | Rhett Lawrence Narada Michael Walden | 3:28    |  |
| 2.             | "There's Got to Be a Way" | Carey Ric Wake | Walden Wake                          | 4:53    |  |
| 3.             | "I Don't Wanna Cry"       | Carey Walden   | Walden                               | 4:47    |  |
| 4.             | "Someday"                 |                | Wake                                 | 4:06    |  |
| 5.             | "Vanishing"               |                | Carey                                | 4:11    |  |
| 6.             | "All in Your Mind"        |                | Margulies Wake                       | 4:43    |  |
| 7.             | "Alone in Love"           |                | Lawrence                             | 4:11    |  |
| 8.             | "You Need Me"             | Carey Lawrence | Lawrence                             | 3:51    |  |
| 9.             | "Sent from Up Above"      | Carey Lawrence | Lawrence                             | 4:05    |  |
| 10.            | "Prisoner"                |                | Wake                                 | 4:22    |  |
| 11.            | "Love Takes Time"         |                | Walter Afanasieff                    | 3:48    |  |
| Duração total: | Duração total:            | Duração total: | Duração total:                       | 46:41   |  |

## Créditos
| Pessoal - Mariah Carey - Vocais, vocais de fundo - Ben Margulies - tambor, teclados de programação - Narada Michael Walden - Bateria - Ren Klyce - bateria line, Fairlight de programação - Joe Franco - bateria, percussão, programação de percussão - Ric Wake - programação de bateria - Omar Hakim - bateria - Jimmy Rip - guitarras - Chris Camozzi - guitarra acústica, guitarra elétrica - David Williams - guitarraa - Michael Landau - guitarras - Vernon Reid - guitarras - Nile Rodgers - guitarras - Rhett Lawrence - teclados - Louis Biancaniello - teclados, baixo, programação de programação de ritmo, - Richard Tee - piano - Marcus Miller - baixo - Walter Afanasieff - teclados, sintetizadores, baixo - Billy T. Scott - vocais de fundo - O Billy T. Scott Emsemble - vocais de fundo - Fonzie Thornton - vocais de fundo | Produção - Mariah Carey - arranjador, arranjos vocais - Ben Margulies - arranjador - Chris Toland - arranjador, engenharia adicional - Walter Afanasieff - arranjador - Narada Michael Walden - arranjador, a produção adicional, arranjo ritmo - Ric Wake - arranjo adicionais - Rico Tancredi - arranjo adicionais - Patrick Dillett - engenheiro de gravação, mixagem - Bob Cadway - engenheiro de gravação, mixagem - Rhett Lawrence - Gravação, arranjador, misturando - Dana Jon Chappelle - engenheiro, engenharia, mistura adicional - Manny LaCarrubba - engenharia adicional - Larry Alexander - mistura - Bob Ludwig - masterização, Masterdisk - Howie Weisburg - masterização, Masterdisk - Tommy Mottola - produtor executivo |

## Desempenho nas tabelas musicais
Mariah Carey entrou na parada musical Billboard 200 dos Estados Unidos no número 80, e ficou entre os vinte mais vendidos em sua quarta semana. O álbum liderou as paradas na 43º semana, devido à exposição de Carey no 33º Annual Grammy Awards, e ficou lá por 11 semanas consecutivas. Até à data, é a permanência mais longa no topo na carreira da cantora. Ele ficou no entre os vinte mais vendidos por 65 semanas e na Billboard 200 por 113 semanas. Mariah Carey foi certificado nove vezes platina pela Recording Industry Association of America (RIAA) em 15 de dezembro de 1999. O álbum vendeu 4,854,000 cópias nos Estados Unidos, segundo a Nielsen SoundScan, que começou a contar as vendas depois de 1 de março de 1991. Tornou-se o álbum mais vendido de 1991 nos Estados Unidos.
No Canadá, o disco alcançou a posição número um na parada canadense RPM Singles durante a semana de 20 de abril de 1991. Até o momento, o disco é certificado sete vezes platina pela Canadian Recording Industry Association (CRIA), vendendo mais de 700 mil cópias. O álbum alcançou a posição de número seis na Austrália, onde foi disco de platina duplo e terminou no sexto lugar no final de 1991 dos 50 álbuns mais vendidos pela ARIA Charts. Durante a semana de 15 de setembro de 1990, Mariah Carey entrou no UK Albums Chart em seu pico de número seis. Depois de passar 40 semanas no gráfico, o álbum foi certificado platina pela British Phonographic Industry (BPI), vendendo mais de 300,000 cópias. Até 2008, o disco já vendeu mais de 25 milhões de cópias em todo o mundo.
| País — Tabela musical                                         | Posição de pico |
| ------------------------------------------------------------- | --------------- |
| Alemanha — Media Control Charts                               | 24              |
| Austrália — Kent Music Report                                 | 6               |
| Canadá — RPM                                                  | 1               |
| Espanha — Productores de Música de España                     | 35              |
| Estados Unidos — Billboard 200                                | 1               |
| Estados Unidos — Top R&B/Hip-Hop Albums (Billboard)           | 3               |
| França — Syndicat National de l'Édition Phonographique        | 17              |
| Japão — Oricon                                                | 13              |
| Noruega — Federação Internacional da Indústria Fonográfica    | 4               |
| Nova Zelândia — Recording Industry Association of New Zealand | 4               |
| Países Baixos — MegaCharts                                    | 6               |
| Reino Unido — UK Albums Chart (The Official Charts Company)   | 6               |
| Suécia — Swedish Albums Chart                                 | 8               |
| Suíça — Federação Internacional da Indústria Fonográfica      | 15              |

| País — Tabela musical(1990–1999) | Posição |
| -------------------------------- | ------- |
| Estados Unidos — Billboard 200   | 27      |

| País — Associação (Vendas)          | Certificação |
| ----------------------------------- | ------------ |
| Austrália — ARIA (280 mil)          | 4× Platina   |
| Canadá — Music Canada (700 mil)     | 7× Platina   |
| Espanha — PROMUSICAE (50 mil)       | Ouro         |
| Estados Unidos — RIAA (9,9 milhões) | 9× Platina   |
| Japão — Oricon (600 mil)            | 3× Platina   |
| Nova Zelândia — RIANZ (60 mil)      | 4× Platina   |
| Países Baixos — NVPI (100 mil)      | Platina      |
| Suécia — GLF (100 mil)              | Platina      |
| Reino Unido — BPI (300 mil)         | Platina      |
| Suíça — IFPI (25 mil)               | Ouro         |